# Piramidalni sirak
Piramidalni sirak (kukuruzar, alepski sirak, piramidasti sirak, lat. Sorghum halepense), trajnica iz porodice trava, rod sirak, raširena od Makaronezije preko sjeverne Afrike, jugozapadne i središnje Azije do Indokine, a danas se nalazi gotovo po cijelom svijetu.
Ima uspravnu glatku stabljiku koja naraste do 2 metra visine. Ime je dobila po metličastim cvatovima na vrhovima stabljika koji su piramidalnog oblika. Cvate od lipnja do rujna. Plod je pšeno, a jedna biljka u sezoni proizvede 1500 do 1800 sjemenki. Kako je česta na kultiviranim zemljištima smatraju je korovom. Štetna je za kukuruzišta jer je domaćin nekim biljnim ušima i nematodama koje parazitiraju na kukuruzu. Piramidalni sirak luči i tvari koje sprječavaju klijanje drugih biljaka a djeluje inhibitorno i na bakterije koje ispuštaju dušik u tlo.
- S. halepense
- S. halepense
- S. halepense